# Athalamia spathysii
Athalamia spathysii là một loài rêu trong họ Cleveaceae. Loài này được Lindenb. S. Hatt. mô tả khoa học đầu tiên năm 1954.